# Beztrzonka lepka

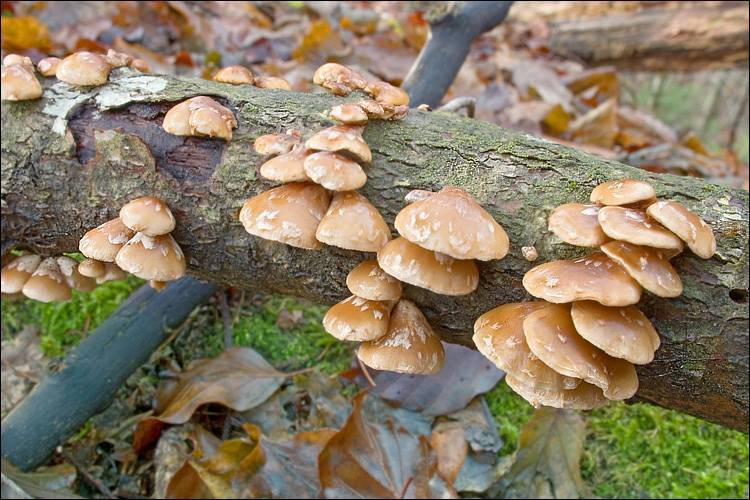

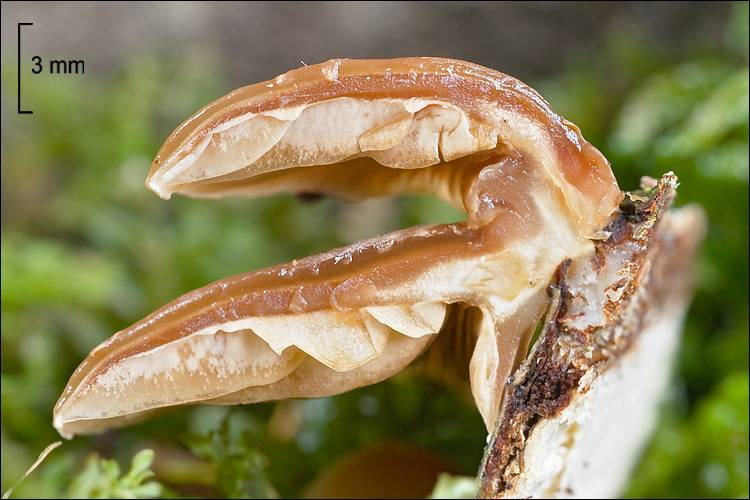
Poprzeczny przekrój kapelusza

Beztrzonka lepka (Tectella patellaris (Fr.) Murrill) – gatunek grzybów z rodziny grzybówkowatych (Mycenaceae).

## Systematyka i nazewnictwo
Pozycja w klasyfikacji według Index Fungorum: Tectella, Mycenaceae, Agaricales, Agaricomycetidae, Agaricomycetes, Agaricomycotina, Basidiomycota, Fungi.
Po raz pierwszy opisał go w 1838 r. Elias Fries, nadając mu nazwę Panus patellaris, obecną nazwę nadał mu William Alphonso Murrill w 1915 r. Niektóre inne synonimy:
- Pleurotus patellaris (Fr.) Pilát 1935
- Tectella operculata var. latispora Lib.-Barnes 1981

Polską nazwę zarekomendował Władysław Wojewoda w 2003 r.

## Morfologia
Owocnik
Kapelusz miseczkowaty o szerokości 8–15 mm, wypukły, początkowo lepki do kleistego, wkrótce staje się włóknisty lub kosmkowaty i niemal suchy. Powierzchnia brązowa. Kontekst cienki, w stanie wilgotnym brązowy z galaretowatą warstwą tuż pod skórką. Pozostałe części owocnika bladocynamonowe. Trzon, jeśli występuje, ma długość 1–3 mm, szerokość 0,5–1,5 mm, jest ekscentryczny, równy, suchy, zwykle nieco zakrzywiony. Blaszki dość rzadkie, wąskie, cynamonowożółte, początkowo pokryte cienką, błoniastą, suchą różowawożółtą osłona, która wkrótce znika, u dojrzałych okazów nie pozostawiając śladu.
Cechy mikroskopowe
Wysyp zarodników biały. Zarodniki 4,5–5,5 × 0,5–1,5 µm, allantoidalne, cienkościenne, w odczynniklu Melzera jasnoniebieskie. Podstawki 17–28 × 3,5–4,2 µm, wąsko maczugowate, 4-zarodnikowe. Cheilocystydy 22–35 × 3,5–5 µm, maczugowate do wrzecionowatych, cienkościenne, szkliste, w KOH z niewielką ilością żółtawej zawartości, wystające 1/3 do 1/2 całkowitej długości nad worki. Pleurocystyd brak. Skórka w kapeluszu zbudowana z grubych, galaretowatych, cienkościennych, przeplatających się strzępek o średnicy 1,5–3,5 µm, często ze sprzążkami, szklistych, z wyjątkiem cienkiej strefy pigmentowanej przy powierzchni. Brzeg kapelusza zbudowany z przeplatających się strzępek o średnicy 2,5–3,5 (–4,5) µm, cienkościennych, często ze sprzążkami, o barwie od żółtej do brązowej w pobliżu skórki, w roztworze KOH lub w odczynniku Melzera żółtawych. Trama blaszek zbudowana z przeplatających się strzępek o średnicy 2,5–4,5 µm, cienkościennych i grubościennych (ściany do 1,5 µm grubości), w roztworze KOH i odczynniku Melzera bezbarwnych do żółtawych.

## Występowanie i siedlisko
Występuje w Ameryce Północnej, Europie, Azji i Australii. Jest szeroko rozprzestrzeniony, ale rzadki. W Polsce W. Wojewoda w 2003 r. przytoczył jedno tylko stanowisko (podane w 1931 r.) z przypuszczeniem, że być może gatunek ten jest Polsce wymarły. W późniejszych latach (2016, 2019) odnaleziono go jednak. Aktualne stanowiska podaje także internetowy atlas grzybów. Znajduje się w nim na liście gatunków zagrożonych i wartych objęcia ochroną.
Nadrzewny grzyb saprotroficzny. Owocniki pojawiają się pojedynczo, w kępkach lub nawet w skupiskach na martwych lub opadłych gałęziach, zwykle nieokorowanych. Podano jego występowanie na olszach, brzozach,, wierzbach i bukach. Owocniki zwykle od lipca do października.